# 永康創意設計園區北側聯外道路
永康創意設計園區北側聯外道路是臺灣臺南市境內的主要道路之一，屬於市區高架道路的一部分：高架道路主要延伸永康創意設計園區（原永康砲校營區），為臺南市區預計興建的高架聯絡道路，而高架道路起點至怡安路（與安和路交叉路口），終點至永康創意園區，全長1,750公尺。目前第一期工程計畫（正南三路至康橋大道平面道路）已於2022年12月2日正式動工，預計2025完工通車。

## 現況
內政部國土管理署以生活圈道路計畫辦理，優先設計跨越臺鐵縱貫線之陸橋一座，高架橋長度625公尺，配置雙向二汽車道+二混合車道，北端連接既有市區道路正南三路，南端接續新設之50公尺寬園區康橋大道。
臺南市代理市長李孟諺表示，都會北外環道路有設計匝道接通康橋大道向北延伸的北側聯外道路，也有設計交流道接通國道，因此在交通規劃上，「全線高架」均為可行。此外，若以全線高架處理，正南三路兩側的住戶、廠商所擔心的路面擴寬導致廠設遭拆除等問題，也能一併獲得解決。

## 行經行政區域
（由北向南）
- 安南區
- 永康區

## 出入口
| 永康創意設計園區北側聯外道路路線設施里程一覽表 |      |            |          |          |        |            |                                              |                                              |
| 標誌                                           | 里程 | 名稱       | 順樁預告 | 逆樁預告 | 形式   | 通車日     | 銜接道路 →聯絡地區                           |                                              |
|                                                | 0.0  | 康橋大道端 |          |          | 直接式 | 預計2025年 | 東橋一路 →永康區                             | 東橋一路 →永康區                             |
|                                                | 1.7  | 怡安路     |          |          | 匝道   | 預計2025年 | 臺南都會區北外環道路、安和路、怡安路 →安南區 | 臺南都會區北外環道路、安和路、怡安路 →安南區 |

## 工程現況

### 施工作業
- 行政院公共工程委員會更新至2025年2月底。

| 計畫                                 | 工程名稱                                  | 預計完工 日期 | 實際進度 （％） |
| ------------------------------------ | ----------------------------------------- | ------------- | --------------- |
| 內政部國土管理署南區都市基礎工程分署 | 永康創意設計園區北側聯外道路工程等2案合併 | 2025/08/17    | 62.38%          |

## 外部連結
1. ↑  .   [2018-07-22]. （原始内容存档于2018-07-23）.

- 永康交流道聯絡道 縫合安南區交通瓶頸 （页面存档备份，存于）